# Pescul
Pescul is een gehucht in de gemeente Selva di Cadore in de regio Veneto in Italië. Een stoeltjeslift brengt bezoekers op de Monte Fernazza naar boven, tot op 2100 m hoogte.
Pescul · Santa Fosca